# Піренейська війна
Піренейська війна — конфлікт на території Іберійського півострова в ході Наполеонівських війн. Союз Іспанії, Португалії та Англії бився проти Наполеонівської Французької імперії. Іноді вживається й інша назва цієї війни — війна за незалежність Іспанії (ісп. Guerra de la Independencia Española). У радянській історіографії війну іноді називають Іспанською революцією 1808—1814. Війна тривала з 1808, з моменту зайняття французами Іспанії й до 1814 — поразки Франції.

## Статистика
| Країни                                | Населення 1808 | Військ  | Солдати вбиті, померлі від поранень, зниклі безвісти | Солдати, що померли від хвороб | Поранені |
| ------------------------------------- | -------------- | ------- | ---------------------------------------------------- | ------------------------------ | -------- |
| Велика Британія                       | 11 600 000     | 61 511  | 8 889                                                | 24 930                         | 19 300   |
| Іспанія                               | 11 800 000     | 192 000 | 62 000                                               | 238 000                        |          |
| Португалія                            | 2 960 000      | 200 000 | 10 000                                               | 40 000                         |          |
| Разом                                 | 26 360 000     | 453 511 | 80 889                                               | 302 930                        |          |
| Франція                               | 29 150 000     | 162 200 | 76 800                                               | 250 000                        | 195 700  |
| Союзники Франції (в основному поляки) |                |         | 14 300                                               | 50 000                         | 41 500   |
| Разом                                 | 29 150 000     | 162 200 | 91 100                                               | 300 000                        | 237 200  |
| Разом                                 | 55 510 000     | 615 711 | 171 989                                              | 602 930                        |          |

## Передумови
- Французьке вторгнення в Португалію (1807)

## Результати протистояння
Визвольна боротьба в Іспанії стала однією з перших національних війн й однією з перших появ великих партизанських рухів. Хоч за часів французької окупації французи знищили іспанську адміністрацію, яка розкололась на провінційні хунти (у 1810 році відроджений національний уряд закріпився в Кадісі) та виявилась нездатною набирати, навчати, чи забезпечувати функціональну армію, однак нездатність Наполеона заспокоїти народ Іспанії дозволила іспанським, британським і португальським силам залишатись у Португалії та набридати французьким військам на кордонах, а іспанським партизанам знищувати окупантів у самій Іспанії. Діючи узгоджено, регулярні й нерегулярні сили союзників попередили підкорення повсталих іспанських провінцій.
Роки боїв в Іспанії поступово виснажили Наполеона та його Велику Армію. Хоча французькі війська нерідко перемагали у бою, їхні лінії сполучення були часто перерізані партизанськими загонами, що ускладнювало бойові дії. Хоч французи й розбили іспанську армію та відсунули її до кордонів, вона не була знищена й продовжувала битись. У 1812 році, коли Франція серйозно послабшала під час вторгнення Наполеона до Росії, об'єднані союзні армії під командуванням Артура Веллслі почали просуватись углиб Іспанії. Звільнивши Мадрид, вони переслідували маршала Сульта з його деморалізованою армією під час його відходу через Піренеї до Франції упродовж зими 1813 року.
Війна та революція проти окупантів призвела до прийняття Конституції Іспанії 1812 року, яка надалі стала наріжним каменем європейського лібералізму. Тягар війни знищив соціальну та економічну базу Іспанії й Португалії, відкривши шлях до епохи соціального безладдя, політичної нестабільності й економічного застою. Спустошувальні громадянські війни між ліберальними й абсолютистськими фракціями, початок яким поклали загони, що пройшли підготовку на цій війні, тривали в Іберії аж до 1850-их років. Криза, спричинена потрясіннями від вторгнення й революції, сприяла набуттю незалежності більшістю колоній Іспанії в Америці та відокремленню Бразилії від Португалії.